# کارانچ‌کسی
کارانچ‌کسی (به مجاری:  Karancskeszi) یک شهرداری در مجارستان است که در ناحیه شالگوتاریان واقع شده‌است. کارانچ‌کسی ۳۱٫۶۹ کیلومتر مربع مساحت و ۱٬۹۳۵ نفر جمعیت دارد.